# Титов, Гермоген Титович
Гермоген Титович Титов (5 сентября 1885, Симбирская губерния — февраль 1919, Давлеканово) — эсер, делегат Всероссийского Учредительного собрания.

## Биография
Гермоген Титов родился 5 сентября 1885 в селе Старые Высли Буинского уезда (Симбирская губерния) в семье мордовского крестьянина Тита Титова. В 1903 году Гермоген окончил учительскую семинарию в Казани, а затем гимназию там же. До 1907 года он работал учителем в сельских школах.
Гермоген Титович был активным участником Первой русской революции. В 1913 году он был принят на историко-филологический факультет Казанского университета, но уже в 1915 был мобилизован. Окончив Владимирское военное училище, в 1917 году Титов стал поручиком 142-го пехотного запасного полка.
Вступив в Партию социалистов-революционеров (ПСР), Гермоген Титов был избран делегатом Всероссийского крестьянского съезда. Кроме того он избрался в члены Учредительного собрания по Симбирскому избирательному округу от эсеров и Совета крестьянских депутатов (список № 2). 5 января 1918 года Титов был участником единственного заседания- Учредительного Собрания в Петрограде.
В 1918 году Гермоген Титов стал членом Чувашского военного совета и сотрудником Совнаркома Казанской республики; тогда же вошел в КОМУЧ. После омского переворота Колчака он ушел в подполье и скрылся под чужой фамилией в Башкирии (тогда — Уфимская губерния).
Умер от испанки в Давлеканове.